# Jimmy Kimmel Live!
Jimmy Kimmel Live! ist eine US-amerikanische Late-Night-Show, die von Jimmy Kimmel erfunden wurde und die er auch moderiert. Sie wird seit 2003 von ABC ausgestrahlt. Die erste Folge wurde am 26. Januar 2003 nach dem Super Bowl XXXVII ausgestrahlt.
Von 2003 bis 2011 wurde die Show jeweils um 00:05 Uhr (UTC−5) ausgestrahlt, 2012 gab ABC bekannt, dass man Jimmy Kimmel Live! auf 23:35 Uhr vorverlegen werde. Dies startete am 8. Januar 2013, und von nun an konkurrierte Jimmy Kimmel Live! unter anderem mit der Late Show with David Letterman und The Tonight Show.
Die Sendung wird normalerweise von Montag bis Donnerstag um 16:30 Uhr im El Capitan Theatre in Hollywood aufgezeichnet und am Abend des entsprechenden Tages gesendet. Spezialsendungen (in der Regel nach großen Events) wie z. B. die Jimmy Kimmel Live! Post Oscar Show werden immer live in der UTC−10 und zeitversetzt in UTC−5 ausgestrahlt.

## Geschichte
Die Show begann am 26. Januar 2003 und ersetzte die Show Politically Incorrect. ABC hatte ursprünglich beabsichtigt, Jon Stewart eine eigene Late-Night-Show nach Nightline zu geben, aber Kimmel wurde stattdessen ausgewählt. Die Show fiel in den Einschaltquoten hinter die Late Show with David Letterman, The Tonight Show, Late Night with Conan O’Brien und The Late Late Show with Craig Kilborn. 2004 stiegen die Einschaltquoten um mehr als die Hälfte, was die Show vor der Absetzung rettete.

### Mitwirkende
Die Hausband der Show ist Cleto and the Cletones, die von Cleto Escobedo III, einem Jugendfreund Kimmels geleitet wird. „Onkel Frank“ Potenza, ein wirklicher Onkel Kimmels, diente als Wachmann für die Show. Er erschien regelmäßig in Beiträgen von Jimmy Kimmel. Bevor er bei Jimmy Kimmel Live! auftrat, war Frank Potenza Polizist in New York City und Leibwächter von Frank Sinatra. Wegen Krankheit trat Potenza ab 2009 nicht mehr regelmäßig auf und ab 2010 gar nicht mehr. Im August 2011 starb er während der Sommerpause von Jimmy Kimmel Live!. Die erste Sendung nach der Pause widmete Jimmy Kimmel seinem Onkel; sie trug den Namen Jimmy Kimmel Live! Tribute to Uncle Frank.
Ersetzt wurde Potenza durch Guillermo Rodriguez, der bereits Parkplatzwächter war. Guillermo „bewacht“ seitdem das Studio und stellt damit den Sidekick Kimmels dar. Er tritt auch in zahlreichen Einspielern in Erscheinung, z. B. Werbeparodien und Interviews mit Filmstars. Daneben tritt auch Kimmels Cousin Sal Iacono regelmäßig in der Sendung auf, der vor allem als Außenreporter tätig ist.

## Jimmy Kimmel und Matt Damon
In jeder Ausgabe seiner Show lädt Kimmel ein oder zwei prominente Talk-Gäste ein, die aus allen Bereichen des öffentlichen Lebens stammen.
Ein Running-Gag der Show war es, manche Sendungen mit den Worten „Apologies to Matt Damon, we ran out of time“ („Entschuldigung Matt Damon, wir haben keine Zeit mehr“) zu beenden. Damit wird angedeutet, dass Matt Damon als Gast für die Sendung geplant gewesen war, jedoch die Zeit um ist und er nicht mehr auftreten könne. Tatsächlich war jedoch niemals Matt Damons Auftritt geplant. Die Autoren der Show hatten sich drei Jahre vergeblich bemüht Damon einzuladen.
In einer Ausgabe der Show trat Matt Damon tatsächlich am Ende auf, jedoch war nach einer ausführlichen Vorstellung des Gasts durch Jimmy Kimmel die Zeit wiederum zu kurz, und der Auftritt musste beendet werden. Das veranlasste Damon zu heftigen Beschimpfungen des Moderators. Die Einlage war jedoch vorher abgesprochen. Aus dem Running-Gag kam auch Anfang 2008 das populäre Video „I'm fucking Matt Damon“ von Sarah Silverman zustande, in dem sie vorgibt, eine Affäre mit Matt Damon zu haben. Das Video wurde im September 2008 mit zwei Emmy Awards ausgezeichnet.
Als Antwort auf dieses Video produzierte Jimmy Kimmel im Februar 2008 einen eigenen Musikclip, in dem er vorgibt, eine Affäre mit Ben Affleck zu haben, einem engen Freund Damons. Auch dieses Video („I'm fucking Ben Affleck“) erreichte innerhalb kurzer Zeit große Popularität auf  abc.com und YouTube. Das Besondere waren die Gastauftritte von vielen Stars (Robin Williams, Don Cheadle, Harrison Ford, Brad Pitt, Cameron Diaz, Christina Applegate, Rebecca Romijn, Benji Madden, Joel Madden, Dicky Barrett, Christopher Mintz-Plasse, Lance Bass, Dominic Monaghan, Meat Loaf, Pete Wentz, Joan Jett, Huey Lewis, Perry Farrell, Macy Gray und Josh Groban) und Ben Affleck selbst.
Am 24. Januar 2013 übernahm Matt Damon die Moderation für eine Ausgabe der Sendung. Zu Gast waren unter anderem: Ben Affleck, Sarah Silverman, Sheryl Crow, Reese Witherspoon, Amy Adams, Andy García, Nicole Kidman, Gary Oldman, Demi Moore und Robin Williams. Seitdem tritt Matt Damon immer wieder in der Sendung auf. Meist in Form von Sketchen, die seine Bemühungen thematisieren, endlich in der Show auftreten zu können.